# ویلیام تی. ولمان
ویلیام تی ولمان، (به انگلیسی: William T.Vollmann) نویسنده و روزنامه‌نگار آمریکایی روز ۲۸ ژوئیه در سال ۱۹۵۹ میلادی در لس آنجلس به دنیا آمد. وی در ۹ سالگی خواهر شش ساله‌اش را از دست داد که به گفته خودش در خلق آثارش تأثیر به‌سزایی داشته‌است. وی در کالج دیپ اسپرینگ مدرک کارشناسی خود در رشته ادبیات مقایسه‌ای از دانشگاه کرنل دریافت کرد. ولمان یکی از ۲۲ دانشجوی آمریکایی هست که لیسانس خود را با درجه لاتین ممتاز دریافت کرده‌است. در کارنامه ادبی او علاوه بر رمان، داستان کوتاه و مقاله نیز به چشم می‌خورد. او سال ۲۰۰۵ برای رمان «اروپای مرکزی » برنده جایزه کتاب ملی آمریکا شد.

## کتابشناسی
- «اروپای مرکزی »
- «داستان‌های رنگین کمان»
- «اطلس»
- «امپراتوری» [۴]